# Kanton Aniane
Der Kanton Aniane war bis 2015 ein französischer Wahlkreis im Département Hérault. Er hatte 43.063 Einwohner (1. Januar 2022) und wechselte am 1. November 2009 vom Arrondissement Montpellier in das Arrondissement Lodève. Vertreter im Generalrat des Départements war zuletzt von 2001 bis 2015 Manuel Diaz (PCF).

## Gemeinden
Der Kanton bestand aus sieben Gemeinden:
| Gemeinde                | Einwohner Jahr | Fläche km² | Bevölkerungsdichte | Code INSEE | Postleitzahl |
| ----------------------- | -------------- | ---------- | ------------------ | ---------- | ------------ |
| Aniane                  | 2923 (2013)    | 30,34      | 96 Einw./km²       | 34010      | 34150        |
| Argelliers              | 974 (2013)     | 50,29      | 19 Einw./km²       | 34012      | 34380        |
| La Boissière            | 964 (2013)     | 24,45      | 39 Einw./km²       | 34035      | 34150        |
| Montarnaud              | 2586 (2013)    | 27,53      | 94 Einw./km²       | 34163      | 34570        |
| Puéchabon               | 461 (2013)     | 31,26      | 15 Einw./km²       | 34221      | 34150        |
| Saint-Guilhem-le-Désert | 260 (2013)     | 38,64      | 7 Einw./km²        | 34261      | 34150        |
| Saint-Paul-et-Valmalle  | 1058 (2013)    | 12,72      | 83 Einw./km²       | 34282      | 34570        |